# Torymus valerii
Torymus valerii är en stekelart som beskrevs av Graham och Gijswijt 1998. Torymus valerii ingår i släktet Torymus och familjen gallglanssteklar.
Artens utbredningsområde är Spanien. Inga underarter finns listade i Catalogue of Life.